# Simone Consonni
Simone Consonni, né le 12 septembre 1994 à Ponte San Pietro, est un coureur cycliste italien. Il participe à des épreuves sur route et sur piste.

## Biographie

### Débuts cyclistes et carrière chez les amateurs
Simone Consonni vient d'une famille cycliste. Sa sœur cadette Chiara Consonni est également cycliste, tout comme ses cousins. 
En 2011, il monte à quatre reprises sur le podium des championnats d'Italie sur piste juniors (moins de 19 ans). Deux ans plus tard, il rejoint l'équipe Colpack et devient chez les élites champion d'Italie  de l'omnium. En 2014, il remporte plusieurs courses sur route pour les espoirs (moins de 23 ans) en Italie, dont le Tour d'Émilie amateurs et se classe troisième du championnat d'Italie d'omnium. En 2015, il remporte entre autres la Côte picarde. À l'automne de cette année, il est médaillé d'argent du championnat du monde sur route espoirs, devancé sur la ligne par le Français Kévin Ledanois.
En 2016, il est sélectionné pour la participer aux Jeux olympiques de Rio de Janeiro, où il se classe sixième de la poursuite par équipes avec Liam Bertazzo, Filippo Ganna et Francesco Lamon. La même année, il devient champion d'Italie sur route espoirs et à nouveau champion d'Italie de l'omnium. Il est également vice-champion d'Europe de poursuite par équipes et vice-champion d'Europe de poursuite par équipes espoirs, battu à chaque fois par le quatuor français.

### Carrière chez les professionnels
En 2017, Consonni passe professionnel en rejoignant l'équipe World Tour UAE Emirates. Sur route, il termine notamment meilleur jeune des Trois Jours de La Panne et obtient plusieurs places d'honneur au sprint. En août, il est sélectionné pour disputer les championnats d'Europe sur route, où Elia Viviani prend la deuxième place. Dans la foulée, il prolonge le contrat qui le lie à son employeur et termine neuvième de la Bretagne Classic. Début septembre, il se classe cinquième du Grand Prix de Fourmies. Sur piste, il décroche la médaille de bronze du championnat du monde de poursuite par équipes et l'argent au championnat d'Europe de la spécialité.
En 2018, aux mondiaux sur piste, il est médaillé de bronze de la poursuite par équipes et de l'omnium. Sur route, il termine cinquième de la RideLondon-Surrey Classic et gagne la première étape et le classement par points du Tour de Slovénie.
Lors de la saison 2019, il est deuxième du Tour du Limbourg et de la Coppa Bernocchi. Il découvre le Tour d'Italie et prend notamment la troisième place de la 18e étape. Il est présélectionné pour représenter son pays aux championnats d'Europe sur route, où il se classe quatorzième après avoir contribué au succès de Viviani.
En 2020, il quitte l'équipe UAE Emirates pour signer avec l'équipe Cofidis, où il rejoint son compatriote Elia Viviani. Aux mondiaux sur piste, il remporte deux médailles : l'argent sur le scratch et la poursuite par équipes. Il participe ensuite au Tour de France et au Tour d'Italie, avec un rôle de poisson-pilote pour Viviani.
Il s'engage avec Lidl-Trek pour 2024 et 2025. Il a notamment un rôle d'équipier dans les sprints pour Jonathan Milan.

## Palmarès sur route

### Palmarès amateur
| - 2011 - 3e du championnat d'Italie sur route juniors - 3e du championnat d'Italie du contre-la-montre juniors - 2012 - 2e étape des Tre Giorni Orobica - 2e du Gran Premio Sportivi di Loria - 2013 - 3e du Trophée Mario Zanchi - 2014 - Trophée Giacomo Larghi - Coppa Romita - Grand Prix de Roncolevà - Tour d'Émilie amateurs - 2e de la Coppa Città di Melzo - 2e du Gran Premio della Liberazione - 2e du Gran Premio Somma - 3e du Trophée Antonietto Rancilio - 3e de la Targa Libero Ferrario - 2015 - Grand Prix de la ville de Perignano - Milan-Busseto - Piccola Sanremo - Côte picarde - Grand Prix de la ville de Felino - Targa Comune Castelletto - Trofeo Viguzzolo - 2e du Gran Premio della Possenta - Médaillé d'argent du championnat du monde sur route espoirs - 2e du Gran Premio della Liberazione - 2e de la Medaglia d'Oro Città di Monza | - 2016 - Champion d'Italie sur route espoirs - Trophée Mario Zanchi - Trophée de la ville de San Vendemiano - Mémorial Gianni Biz - Gran Premio Industria e Commercio Artigianato Carnaghese - Gran Premio Calvatone - 2e de Milan-Tortone - 2e du Trophée Stefano Fumagalli - 3e du Circuito del Porto-Trofeo Arvedi |  |

### Palmarès professionnel
| - 2017 - 9e de la Bretagne Classic - 2018 - 1re étape du Tour de Slovénie - 5e de la RideLondon-Surrey Classic - 2019 - 2e du Tour du Limbourg - 2e de la Coppa Bernocchi - 2020 - 3e de la Schwalbe Classic | - 2022 - Paris-Chauny - 2e du Tour du Limbourg - 7e de la Classic Bruges-La Panne - 8e d'Eschborn-Francfort - 2023 - 5e étape du Tour d'Arabie saoudite - 2024 - 5e de la Classic Bruges-La Panne |  |

### Résultats sur les grands tours

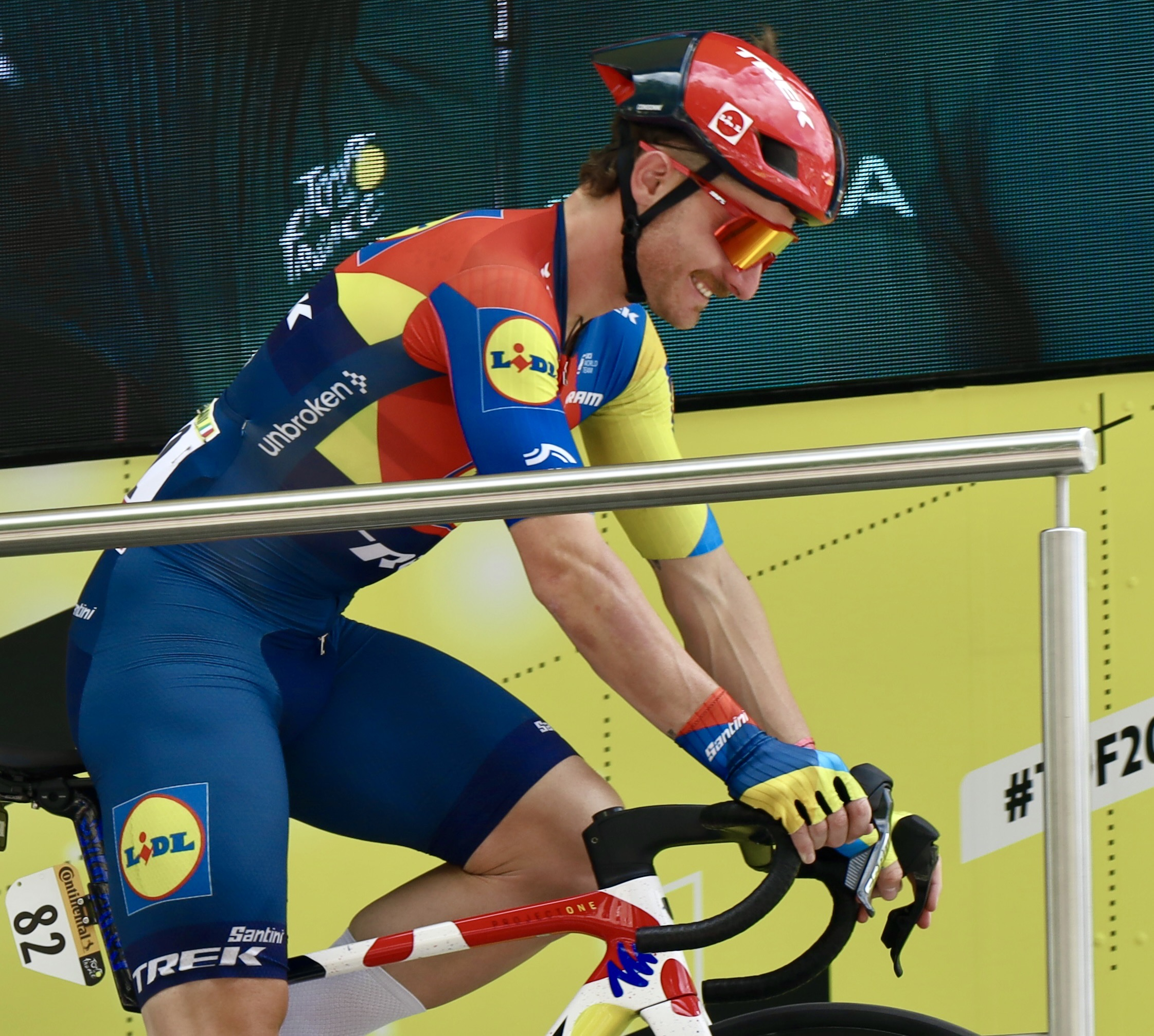
Simone Consonni à la descente du podium protocolaire du Tour de France 2025 à Amiens.

#### Tour de France
2 participations.
- 2020 : 112e
- 2025 : 160e, lanterne rouge

#### Tour d'Italie
6 participations.
- 2019 : 131e
- 2020 : 115e
- 2021 : 110e
- 2022 : 121e
- 2023 : 111e
- 2024 : 123e

#### Tour d'Espagne
1 participation.
- 2018 : 147e

### Classements mondiaux
| Année                                 | 2014 | 2015 | 2016 | 2017 | 2018 | 2019 | 2020 | 2021 | 2022 | 2023 | 2024 |
| ------------------------------------- | ---- | ---- | ---- | ---- | ---- | ---- | ---- | ---- | ---- | ---- | ---- |
| UCI World Tour                        |      |      | nc   | 164e | 135e |      |      |      |      |      |      |
| Classement mondial                    |      |      | 471e | 213e | 362e | 220e | 442e | 248e | 73e  | 309e | 241e |
| UCI Europe Tour                       | 419e | 128e | 266e | 183e | 991e | 185e | 363e | 211e | 61e  | nc   | nc   |
| UCI America Tour                      | nc   | 35e  | nc   | nc   | nc   |      |      |      |      |      |      |
|                                       |      |      |      |      |      |      |      |      |      |      |      |
| Légende : nc = non classéSource : UCI |      |      |      |      |      |      |      |      |      |      |      |

## Palmarès sur piste

### Jeux olympiques
- Rio 2016
  - 6e de la poursuite par équipes
- Tokyo 2020
  -  Champion olympique de poursuite par équipes
  - 10e de la course à l'américaine
- Paris 2024
  -  Médaillé d'argent de la course à l'américaine
  -  Médaillé de bronze de la poursuite par équipes

### Championnats du monde
| Édition / Épreuve              | Poursuite par équipes | Américaine | Scratch | Omnium |
| Saint-Quentin-en-Yvelines 2015 | 16e                   |            |         |        |
| Londres 2016                   | 4e                    |            |         |        |
| Hong Kong 2017                 | Bronze                | 10e        |         | 4e     |
| Apeldoorn 2018                 | Bronze                | 10e        |         | Bronze |
| Pruszków 2019                  |                       | 9e         |         | 4e     |
| Berlin 2020                    | Bronze                | 7e         | Argent  |        |
| Roubaix 2021                   | Or                    | Argent     |         |        |
| Saint-Quentin-en-Yvelines 2022 | Argent                |            |         |        |
| Glasgow 2023                   | Argent                |            |         |        |
| Ballerup 2024                  |                       |            |         | Argent |

### Coupe du monde
- 2016-2017
  - 2e de l'américaine à Apeldoorn
- 2017-2018
  - 1er de la poursuite par équipes à Pruszków (avec Liam Bertazzo, Francesco Lamon et Filippo Ganna)
- 2018-2019
  - 3e de la poursuite par équipes à Saint-Quentin-en-Yvelines
- 2019-2020
  - 2e de la poursuite par équipes à Glasgow
  - 3e de la poursuite par équipes à Minsk

### Coupe des nations
- 2022
  - 3e de l'américaine à Glasgow

### Championnats d'Europe
| Édition / Épreuve              | Poursuite par équipes | Américaine | Scratch | Omnium | Élimination | Course aux Points |
| Anadia 2014 (espoirs)          |                       |            |         | 8e     |             |                   |
| Athènes 2015 (espoirs)         |                       | Bronze     |         | 6e     |             |                   |
| Granges 2015                   |                       | 4e         |         |        | Argent      |                   |
| Montichiari 2016 (espoirs)     | Argent                | 8e         |         | 7e     |             |                   |
| Saint-Quentin-en-Yvelines 2016 | Argent                | 5e         |         | 4e     |             |                   |
| Berlin 2017                    | Argent                |            |         | 6e     |             |                   |
| Apeldoorn 2019                 | Argent                | 6e         | 7e      |        |             |                   |
| Munich 2022                    |                       |            |         | Argent |             |                   |
| Granges 2023                   | Or                    | Argent     |         | Argent |             | Or                |
| Apeldoorn 2024                 | Bronze                |            |         |        |             |                   |

### Championnats nationaux
- 2011
  - 2e du championnat d'Italie de l'américaine juniors
  - 2e du championnat d'Italie de poursuite par équipes juniors
- 2012
  - 2e du championnat d'Italie de poursuite par équipes juniors
  - 3e du championnat d'Italie de poursuite juniors
- 2013
  -  Champion d'Italie de l'omnium
  - 2e du championnat d'Italie de poursuite par équipes
- 2014
  -  Champion d'Italie de l'américaine (avec Francesco Lamon)
  - 2e du championnat d'Italie de vitesse par équipes
  - 2e du championnat d'Italie de poursuite par équipes
  - 3e du championnat d'Italie de l'omnium
- 2016
  -  Champion d'Italie de l'omnium

### Six Jours
- Londres : 2019 (avec Elia Viviani)